# أندريه فيانا
أندريه فيانا (27 ديسمبر 1992 في البرتغال - ) هو لاعب كرة قدم برتغالي في مركز الوسط. لعب مع ديسبورتيفو تروفينسي.

## وصلات خارجية
- أندريه فيانا على موقع قاعدة بيانات كرة القدم.إي يو (الإنجليزية)